# 齊章
齊章（1438年—1495年），字應璧，號慎軒，直隸永平府灤州人，明朝政治人物。進士出身。

## 生平
生于正三年戊午七月二十三日。出身將門，與伯兄齊文同領天順六年（1462年）壬午科順天府鄉試第九十七名。成化二年（1466年）丙戌科會試第二百四十二名，殿試登進士第二甲第八十八名。初授戶科給事中，十年丁外艱，服闋，復除本科。十六年進左給事中，再進禮科都給事中，十八年轉鴻臚寺丞，尋進少卿。弘治三年（1490年）升太常寺卿，弘治八年卒，年五十八。

## 家族
曾祖齊進中。祖父齊貴，贈指揮僉事。父亲齊安，曾任指揮僉事。母郭氏。